# Eupithecia toshimai
Eupithecia toshimai är en fjärilsart som beskrevs av Inoue 1980. Eupithecia toshimai ingår i släktet Eupithecia och familjen mätare. Inga underarter finns listade i Catalogue of Life.